# Jin Huidi
Jin Huidi (Chinois simplifié 晋惠帝, trad. 晉惠帝, Pinyin jìn huì dì), né en 259 et mort empoisonné le 8 janvier 307, est le second empereur de la dynastie Jin.

## Biographie
Fils de l'empereur Sima Yan (ou Jin Wudi) fondateur de la dynastie, Jin Huidi est né handicapé mental et incapable de régner seul. Le contrôle de la régence, et donc de la réalité du pouvoir, fut l'enjeu de luttes intestines entre les régents nommés par son père, les princes impériaux (ses oncles et cousins) et son épouse, l'impératrice Jia Nanfeng. Ces luttes au cœur du pouvoir impérial débouchent sur la guerre des huit princes, qui entraîne une profonde déstabilisation de l'administration et de l'économie de l'empire. À la fin de son règne, on assiste à la rébellion des peuples  Wu Hu, à la perte des régions du nord et du centre et finalement à l'émergence des Seize Royaumes. En 301, son pouvoir fut brièvement usurpé par son grand-oncle Sima Lun. Son empoisonnement, en 307, est attribué au prince régent Sima Yue.